# Kunstgarten Graz
Der kunstGarten in Graz ist ein 2004 gegründetes Museumsprojekt und zugleich eine Kulturinitiative, die Naturgeschehen und zeitgenössische Kunst miteinander verbindet und mit allen Sinnen erlebbar macht. Träger ist der gleichnamige, gemeinnützige Verein, der im 5. Grazer Stadtbezirk, dem Bezirk Gries, ansässig ist und dort sowohl im öffentlichen Raum als auch in einem eigenen Schaugarten ganzjährig verschiedene öffentliche Projekte, Ausstellungen, Vorträge, Aufführungen, Lesungen und Konzerte anbietet, fördert oder selbst veranstaltet.

## Angebote
Das Tätigkeitsfeld des Vereins liegt in der Produktion und Archivierung (insbesondere von Gartenkunst). Der Verein veranstaltet Ausstellungen zeitgenössischer Kunst in einem Schaugarten, der als Garten-Kunstraum u. a. für Aufführungen in den Bereichen Literatur, Musik und Film dient. Die Vernetzung von Kunst und Natur mit Wissenschaft findet durch eine Fachbibliothek mit 4000 Titeln Gartenliteratur aus 5 Jahrhunderten statt, die als Präsenz- und Leihbibliothek Interessierten zugänglich ist.

## Unterstützung

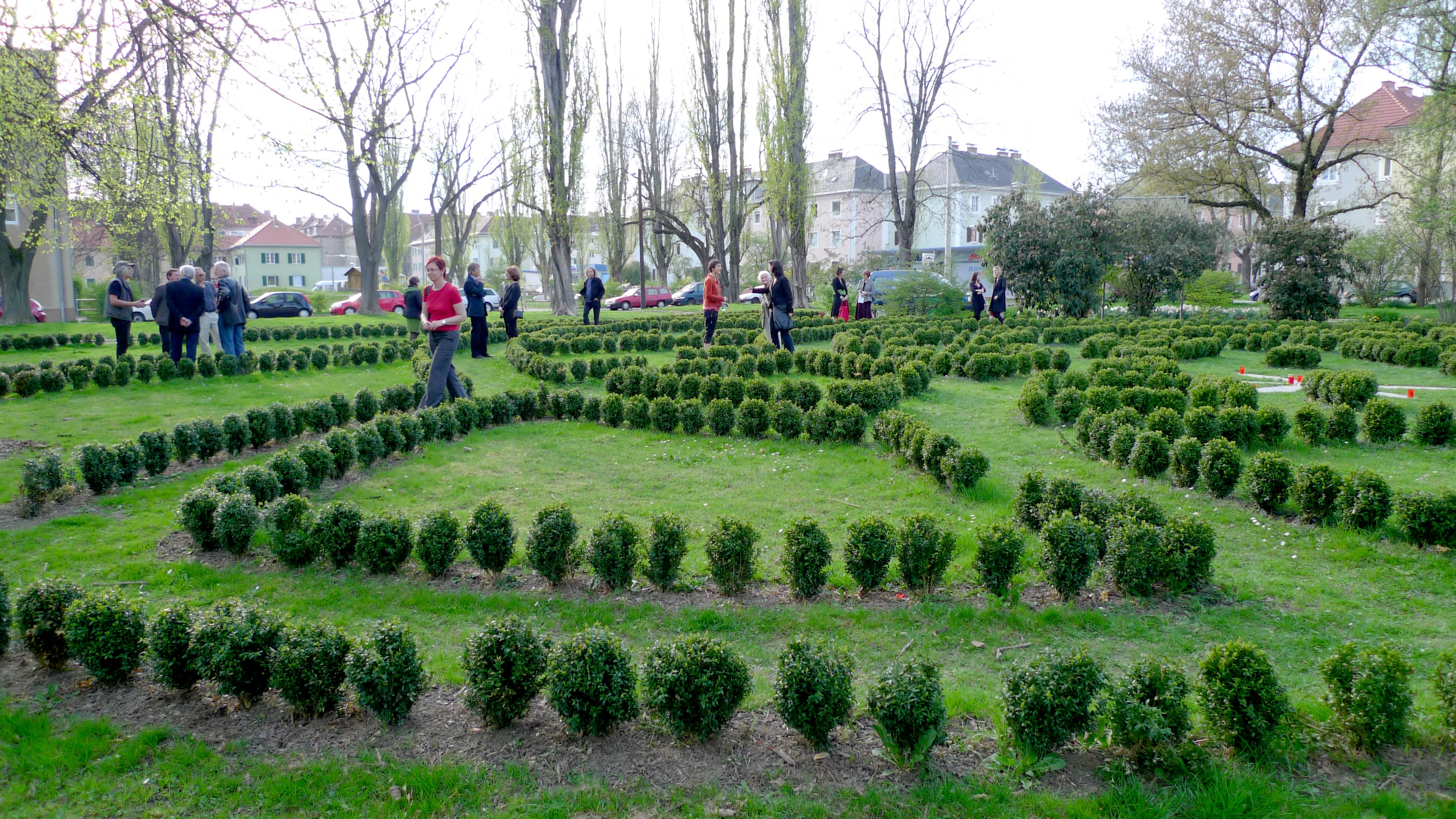
Das kunstGarten-Projekt Gartenlabyrinth im Dr. Schlossarpark in Graz, von Hartmut Skerbisch, 2009

Neben der Förderung durch das Land Steiermark, das österreichische Bundesministerium für Unterricht, Kunst und Kultur und die Stadt Graz wird der Verein auch durch privatwirtschaftliche Sponsoren unterstützt. kunstGarten erfuhr eine Nominierung für den Staatspreis Tourismus 2007 „Garten Eden Österreich“.